# Сосновый переулок (Ломоносов)
Сосно́вый переулок — переулок в городе Ломоносове Петродворцового района Санкт-Петербурга, в историческом районе Мартышкино. Проходит от улицы Немкова до улицы Верещагина.
Название известно с 1955 года. Связано с тем, что на востоке переулок упирается в сосновый лес парка усадьбы Мордвиновых.